# Карразеда-де-Ансіайнш (парафія)
Карразеда-де-Ансіайнш (порт. Carrazeda de Ansiães; МФА: [ka.ʁɐ.ˈze.dɐ dɨ ɐ̃.si.ˈɐ̃jʃ]) — парафія в Португалії, у муніципалітеті Карразеда-де-Ансіайнш. Розташована в північно-східній частині країни, на теренах історичної португальської провінції Трансмонтана. Входить до складу округу Браганса. За адміністративним поділом, чинним до 1976 року, терени парафії були складовою провінції Трансмонтана і Верхнє Дору. Належить до Брагансько-Мірандської діоцезії Католицької церкви. Патрон — Агата Сицилійська. Площа — 8,9604 км². Населення — 1701 ос. (2011). Слабо урбанізований регіон. Густота населення — 189,84 осіб/км²
. Код — 040304.

## Населення
| Кількість мешканців | Кількість мешканців | Кількість мешканців | Кількість мешканців | Кількість мешканців | Кількість мешканців | Кількість мешканців | Кількість мешканців | Кількість мешканців | Кількість мешканців | Кількість мешканців | Кількість мешканців | Кількість мешканців | Кількість мешканців | Кількість мешканців |
| ------------------- | ------------------- | ------------------- | ------------------- | ------------------- | ------------------- | ------------------- | ------------------- | ------------------- | ------------------- | ------------------- | ------------------- | ------------------- | ------------------- | ------------------- |
| 1864                | 1878                | 1890                | 1900                | 1911                | 1920                | 1930                | 1940                | 1950                | 1960                | 1970                | 1981                | 1991                | 2001                | 2011                |
| 316                 | 487                 | 590                 | 673                 | 794                 | 696                 | 848                 | 1 059               | 1 464               | 1 323               | 830                 | 1 447               | 1 299               | 1 605               | 1 701               |